# Stazione di Malnate
La stazione di Malnate è una stazione ferroviaria della linea Saronno-Laveno nell'omonimo comune.

## Storia
La stazione fu concepita come impianto di incrocio fra la ferrovia Varese-Como e la Saronno-Laveno, a quel tempo linee concesse alle Ferrovie Provinciali Comasche.
La stazione fu aperta il 14 agosto 1884, all'inaugurazione del tronco ferroviario tra Malnate e la stazione di Saronno.
Nel 1885 avvenne il passaggio delle concessioni delle due strade ferrate alla Società per le Ferrovie del Ticino (SFT) che completò la loro costruzione. Il 29 giugno, l'impianto di Malnate fu collegato alla stazione di Varese Nord, mentre la linea per Como Lago fu inaugurata il 24 settembre.
Nel 1888, la stazione, assieme alle due linee, passò sotto la gestione delle Ferrovie Nord Milano.
Tra il 1926 e il 1927, la stazione divenne l'impianto presso il quale avviene il passaggio fra l'esercizio in singolo binario e quello in doppio binario della Saronno-Laveno.
Nel 1966 fu soppresso il traffico sulla Varese-Como. Con il disarmamento della linea per Grandate, la stazione di Malnate rimase quindi attiva solo per la Saronno-Laveno.

## Strutture e impianti
Ubicata in piazza Bianchi-Luraschi, la stazione è gestita da Ferrovienord che la qualifica come stazione secondaria.
L'impianto è presenziato e telecomandato dal DCO di Varese Nord.
Il fabbricato viaggiatori è dotato sia di biglietteria che di emettitrici automatiche. I biglietti si possono comunque fare al bar adiacente alla stazione. Inoltre sono presenti 3 ascensori.
La stazione si articola in tre binari, più altri due usati essenzialmente come deposito dei carri di servizio e dei mezzi di manutenzione ferroviaria.
Il binario 1 è utilizzato per i regionali e RegioExpress provenienti da Varese/Laveno e diretti a Milano Cadorna, il binario 2 per i regionali provenienti da Milano e diretti a Varese/Laveno e il binario 3 per i RegioExpress provenienti da Milano e diretti a Laveno.
Presso questo impianto avviene il passaggio da doppio a singolo binario della linea Saronno-Laveno in direzione Varese.

## Movimento
La stazione è servita da treni regionali svolti da Trenord nell'ambito del contratto di servizio stipulato con la Regione Lombardia.
Inoltre la stazione è servita dai treni RegioExpress RE1 Laveno - Varese - Saronno - Milano.

## Interscambi
La piazza antistante, dotata di parcheggio, funge da interscambio con le linee automobilistiche gestite da FNMA.

## Cinema
La stazione compare nel film Ecco noi per esempio... del 1977.